# Plano Amazônia Sustentável

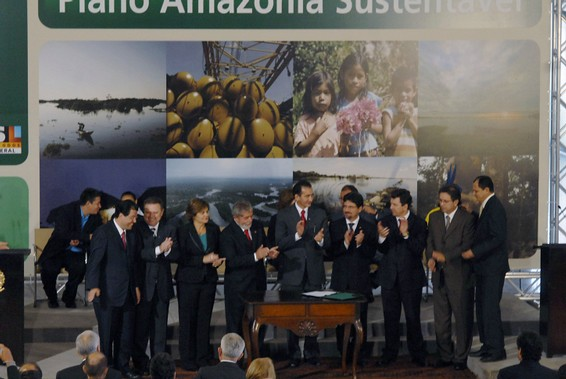
O presidente Luiz Inácio Lula da Silva e os governadores dos estados amazônicos aplaudem discurso durante o lançamento do Plano Amazônia Sustentável (PAS), em 8 de maio de 2008.

O Plano Amazônia Sustentável (PAS), lançado em 8 de maio de 2008, é um plano do Governo Federal brasileiro em parceria com os governadores dos estados da região amazônica (Acre, Amapá, Amazonas, Maranhão, Mato Grosso, Pará, Rondônia, Roraima e Tocantins). O plano tem como objetivo definir as diretrizes para o desenvolvimento sustentável na Amazônia brasileira.
O PAS não é um plano operacional, mas sim, estratégico contendo as diretrizes gerais e as recomendações para sua implementação. As ações operacionais serão planos sub-regionais, alguns já elaborados ou em processo de elaboração, como o Plano de Desenvolvimento Regional Sustentável para a Área de Influência da Rodovia BR-163 (Cuiabá-Santarém), o Plano de Desenvolvimento Territorial Sustentável para o Arquipélago do Marajó e o Plano de Desenvolvimento Regional Sustentável do Xingu.

## Grandes eixos
O PAS está organizado em torno de cinco grandes eixos:
- Produção sustentável com inovação e competitividade
- Gestão ambiental e ordenamento territorial
- Inclusão social e cidadania
- Infra-estrutura para o desenvolvimento
- Novo padrão de financiamento

## Coordenação
A coordenação do Conselho Gestor do PAS ficará a cargo do ministro extraordinário da Secretaria de Assuntos Estratégicos (SAE). Seu primeiro coordenador foi Roberto Mangabeira Unger, na sua criação, e assumido, na saída deste da SAE, por Samuel Pinheiro Guimarães Neto.

## Orçamento
Além das obras já previstas no Programa de Aceleração do Crescimento (PAC), o PAS inclui a chamada Operação Arco Verde, que prevê a destinação de 1 bilhão de reais para financiamento de projetos de reflorestamento e recuperação de áreas degradadas na Amazônia.

## Sudam

Região geoeconômica da Amazônia.

As diretrizes gerais ressaltam a atuação do Estado, inclusive com a ampliação de sua presença na região em todos os níveis, principalmente no federal e no estadual, mas também no municipal e nas organizações da sociedade regional. Isso se dará pelo fortalecimento institucional da recém-recriada Superintendência de Desenvolvimento da Amazônia (Sudam).
O papel da Sudam será elaborar o Plano Regional de Desenvolvimento da Amazônia, esse em sintonia com o PAS, com a Política Nacional de Desenvolvimento Regional (PNDR) e com o PAC em parceria com os governos estaduais envolvidos.

## Integração da Amazônia sul-americana
A integração da Amazônia sul-americana constitui outro elemento estratégico para o sucesso do PAS, já que é notória a possibilidade de desenvolvimento da região próxima a região amazônica. É essencial o fortalecimento e a participação ativa da Organização do Tratado de Cooperação Amazônica (OTCA), com a construção de uma agenda comum com os países vizinhos (Bolívia, Colômbia, Equador, Guiana, Peru, Suriname e Venezuela), aprofundando a relação com as comunidades fronteiriças.

## Suprimento energético
A base atual de suprimento energético na região é de usinas termoelétricas movidas a diesel, o que além de ser insuficiente para atender a demanda regional, revela-se cara e ambientalmente nociva. A região amazônica conta com um imenso potencial hidrelétrico não aproveitado (apenas 8,9% de um potencial de 111.396 MW) e com grandes reservas de gás natural.
Por isso, até 2010, serão adicionados à potência instalada na região 1.664 MW e após 2010, nada menos que 15.685 MW, destacando-se os grandes projetos previstos no PAC, como as duas UHEs do rio Madeira (Santo Antônio e Jirau) e a UHE de Belo Monte, no rio Xingu.

## Avaliação
Será criado um Comitê Intergovernamental de Acompanhamento e Avaliação da Implementação das Diretrizes Propostas no PAS, com a participação das Secretarias Estaduais de Planejamento e dos ministérios com forte atuação na Amazônia.